# Драган Талић
Драган Талић (Бањалука, 1. август 1969) је пензионисани мајор Војске Републике Српске и бивши командант 1. батаљона Војне полиције, 1. Крајишког корпуса.

## Биографија
Драган Талић рођен је 1. августа 1969. године у Бањалуци, од оца Стеве и мајке Драгиње. Основну школу завршио је у Борковићима, а Средњу електротехничку школу Никола Тесла у Бањалуци 1988. године. Вишу војну школу Копнене војске ЈНА завршио је у Сарајеву 1990. године. Војну каријеру започео је као потпоручник у гарнизону Београд. Дипломирао је на Економском факултету у Новом Саду 2007.године. За вријеме службе у ЈНА обављао је дужност командира вода и чете, а у ВРС од 1992. године командира вода у чети војне полиције, командира чете војне полиције, замјеника команданта 1.батаљона војне полиције, команданта 1.(11.) батаљона војне полиције и начелника безбједности у 101. оклопној бригади. Војну каријеру окончао је 2001. године. У војничкој каријери четири пута је ванредно унапређен. Током Одбрамбено-отаџбинског рата је два пута рањаван. Био је директор је шеснаест година директор Агенције за физичко-техничко обезбјеђење изаштиту Сектор Секјурити (Sector Security).
До септембра 2017. био је члан Народног демократског покрета, а затим је прешао у Демократски народни савез. Након расцјепа у ДНС прелази у новоформирани Демократски савез. Био је одборник у скупштини Града Бањалука испред НДП, ДНС и ДЕМОС-а. Савјетник је министра за трговину и туризам Републике Српске. Живи у Бањалуци.

## Одликовања
- Златна медаља за храброст
- Медаља мајора Милана Тепића
- Орден Милоша Обилића